# Agrilus paramasculinus
Agrilus paramasculinus é uma espécie de inseto do género Agrilus, família Buprestidae, ordem Coleoptera.
Foi descrita cientificamente por Champlain & Knull, 1923.